# Trọng Đài
Nguyễn Trọng Đài (sinh ngày 18 tháng 12 năm 1958) là một nhạc sĩ, nhạc trưởng, giảng viên âm nhạc Việt Nam, từng giữ chức giám đốc Nhà hát Thăng Long và từ 2015 đến nay ông là giám đốc kênh phát thanh VOV3.

## Tiểu sử
Tên khai sinh của nhạc sĩ Trọng Đài là Nguyễn Trọng Đài, sinh ngày 18 tháng 12 năm 1958. Quê ông ở phố Bát Đàn, Hà Nội, bố ông là cố nhạc sĩ Nguyễn Trọng Nho. Năm 18 tuổi, ông theo học lớp sáng tác hệ trung cấp Trường Âm nhạc Việt Nam. Sau đó ông được cử đi học nâng cao; ông tốt nghiệp bậc đại học tại Nhạc viện Tchaikovsky (Moskva), và về giảng dạy tại Trường Cao đẳng Nghệ thuật Hà Nội. Ông từng làm phụ trách chỉ đạo nghệ thuật Đoàn Ca múa Thăng Long Hà Nội.

## Gia đình
Nhạc sĩ Trọng Đài kết hôn với ca sĩ Mai Hoa (Trần Mai Phương) năm 2007. Hiện nay, họ có hai người con gái.

## Sự nghiệp

### Sáng tác âm nhạc
Bên cạnh việc giảng dạy, các hoạt động chủ yếu của ông là sáng tác, vào đầu những năm 1990 ông cùng Đoàn ca múa Thăng Long ra mắt chương trình “Hà Nội 40 mùa xuân”,  và nhạc sĩ Vĩnh Cát cho ra “Đêm giao hưởng Hà Nội” kỷ niệm 20 năm giải phóng miền Nam (1975 – 1995), sau đó ông sáng tác bản giao hưởng “Ký ức '75”. Ông dành nhiều tâm sức cho lĩnh vực khí nhạc, trong đó có hàng trăm tác phẩm viết cho độc tấu, hoà tấu nhạc cụ dân tộc cổ truyền; Ông được giải Nhì trong cuộc thi quốc gia về sáng tác cho nhạc cụ dân tộc cổ truyền năm 1992 (không có giải Nhất).
Một số tác phẩm viết cho nhạc cụ châu Âu, như "Giao hưởng số 1" (1986), "Giao hưởng" (1989), rồi tứ tấu đàn dây, concerto cho dàn nhạc, và một số tác phẩm thính phòng viết những năm 1990.

### Sáng tác cho phim
Ông ít sáng tác ca khúc, nhưng 2 ca khúc "Hà Nội đêm trở gió" (lời Chu Lai) cho kịch nói và "Chị tôi" cho phim Người Hà Nội (phổ từ bài thơ "Cho ngày chị sinh" của Đoàn Thị Tảo) của ông rất được yêu thích và đã trở thành những ca khúc phổ biến rộng rãi. Ngoài ra còn có trên 40 ca khúc cùng nhạc nền ông sáng tác riêng cho loạt phim truyền hình, và thường có thói quen đặt tựa đề trùng tên phim như:
- "Tiễn Biệt Những Ngày Buồn" (Bài Hát trong phim "Ngõ Lỗ Thủng").
- "Đất và Người" (trong bộ phim truyền hình cùng tên).
- "Chuyện phố phường" (thơ Phạm Thanh Phong).
- "Đường đời" (lời thơ Trần Quốc Trọng - Nguyễn Duy).
- "Hương đất" (trong bộ phim cùng tên)
- "Giá một lần" thơ Lê Bích Phượng, lời thơ Nguyễn Khắc Phục.[3][5]

và soạn nhạc cũng như viết ca khúc cho một số phim như: Hoa muống biển, Mùa lá rụng, Ký ức Điện Biên, Vua Bãi Rác, Bí thư Tỉnh ủy, Làm mẹ,...

### Các bài hát khác
***Một số ca khúc không sáng tác cho phim và kịch:
- "Năm châu hòa khúc ca” phổ theo thơ của nhà báo Uông Ngọc Dậu.
- “Mưa qua miền châu thổ” phổ theo thơ của của nhà báo Nguyễn Chu Nhạc.
- "Mai Hắc Đế” phổ theo thơ của của nhà báo Nguyễn Thế Kỷ.

## Giải thưởng và Thành tựu
Năm 1992, dành Giải nhì Cuộc thi quốc gia về sáng tác cho nhạc cụ dân tộc cổ truyền.
Năm 1993, ca khúc “Hà Nội đêm trở gió” do ông sáng tác, lần đầu tiên được trình diễn trong vở kịch cùng tên của nhà văn Chu Lai do Nhà hát kịch Hà Nội công diễn tại Rạp Công Nhân. 
Năm 2007, ông được nhận danh hiệu Nghệ sĩ Ưu tú.
Năm 2012, ông nhận Giải thưởng Nhà nước cho các ca khúc: Hà Nội đêm trở gió, Chị tôi và các tác phẩm giao hưởng Hòa tấu Thăng Long, Tiếng rao.
Năm 2015, ông được phong danh hiệu Nghệ sĩ nhân dân, lúc này ông đang là Giám đốc Hệ Âm nhạc - Thông tin - Giải trí VOV3 của Đài Tiếng nói Việt Nam.